# Císařov
Císařov är en ort i Tjeckien.   Den ligger i regionen Olomouc, i den östra delen av landet, 220 km öster om huvudstaden Prag. Císařov ligger 202 meter över havet och antalet invånare är 294.
Terrängen runt Císařov är platt.Runt Císařov är det tätbefolkat, med 636 invånare per kvadratkilometer. Närmaste större samhälle är Olomouc, 16,1 km nordväst om Císařov. Trakten runt Císařov består till största delen av jordbruksmark.